# Pedro de Uriarte
Pedro Maria de Uriarte Buergo (28 de diciembre de 1981, Puebla) es un motociclista y piloto de rallies mexicano. Fue el primer mexicano en terminar el Rally Dakar.

## Carrera deportiva
Es un piloto rallies, especialista en enduro y rally raid en motocicleta y en auto.
En 2004, se convirtió el primer mexicano en ganar una competencia de campeonato mundial en motocicleta (Categoría producción), el Rally de Túnez.
Participó en el Rally Dakar de 2005 en el continente Africano, logrando la mejor posición de un piloto mexicano  en obteniendo el 3.er lugar en su categoría y el 24 de la tabla general. Siendo esto en el año 2005 en la edición del Rally Barcelona-Dakar recordada como la más accidentada y difícil hasta ese año.
Fue nominado al Premio Nacional del Deporte en 2005 por su destacada participación en el Rally Barcelona Dakar.
En la siguiente decada, se convirtió integrante del equipo Predator el Rally Dakar en la categoría autos en el año 2011 y continuando en 2012 integrado por el y su padre Joaquin de Uriarte.

## Participaciones
- Rally Optic 2000 Tunisia 2003.
- Rally Optic 2000 Tunisia 2004.[3][4]
- Rally Dakar 2005.[5]
- Rally Dakar 2011.[6][7]
- Rally Dakar 2012.[8][9]

## Resultados

### Rally Dakar
| Año     | Clase  | Vehículo | Posición | Etapas |
| ------- | ------ | -------- | -------- | ------ |
| 2005    | Motos  | KTM      | 24.º     | -      |
| 2011    | Coches | Predator | Ret.     | -      |
| 2012    | Coches | Predator | Ret.     | -      |
| 2016    | Coches | Ford     | Ret.     | -      |
| Fuente: |        |          |          |        |